# Puhaczowa
Puhaczowa (biał. Пугачова; ros. Пугачёво, Pugaczowo) – wieś na Białorusi, w obwodzie witebskim, w rejonie dokszyckim, w sielsowiecie Biehomla. W 2009 roku liczyła 176 mieszkańców.